# Verneuil-en-Halatte
Verneuil-en-Halatte és un municipi francès, situat al departament de l'Oise i a la regió dels Alts de França. L'any 2007 tenia 4.398 habitants.

## Demografia

### Població
El 2007 la població de fet de Verneuil-en-Halatte era de 4.398 persones. Hi havia 1.654 famílies de les quals 325 eren unipersonals (136 homes vivint sols i 189 dones vivint soles), 500 parelles sense fills, 695 parelles amb fills i 134 famílies monoparentals amb fills.
La població ha evolucionat segons el següent gràfic:
Habitants censats

### Habitatges
El 2007 hi havia 1.779 habitatges, 1.674 eren l'habitatge principal de la família, 17 eren segones residències i 88 estaven desocupats. 1.538 eren cases i 201 eren apartaments. Dels 1.674 habitatges principals, 1.381 estaven ocupats pels seus propietaris, 274 estaven llogats i ocupats pels llogaters i 19 estaven cedits a títol gratuït; 45 tenien una cambra, 93 en tenien dues, 205 en tenien tres, 400 en tenien quatre i 931 en tenien cinc o més. 1.360 habitatges disposaven pel capbaix d'una plaça de pàrquing. A 643 habitatges hi havia un automòbil i a 890 n'hi havia dos o més.

### Piràmide de població
La piràmide de població per edats i sexe el 2009 era:
| Homes | Edats   | Dones |
| ----- | ------- | ----- |
| 0     | 95 o +  | 4     |
| 4     | 90 a 94 | 8     |
| 20    | 85 a 89 | 36    |
| 4     | 80 a 84 | 16    |
| 56    | 75 a 79 | 60    |
| 52    | 70 a 74 | 64    |
| 84    | 65 a 69 | 84    |
| 96    | 60 a 64 | 96    |
| 104   | 55 a 59 | 76    |
| 136   | 50 a 54 | 92    |
| 180   | 45 a 49 | 208   |
| 188   | 40 a 44 | 188   |
| 204   | 35 a 39 | 180   |
| 116   | 30 a 34 | 160   |
| 104   | 25 a 29 | 100   |
| 100   | 20 a 24 | 68    |
| 144   | 15 a 19 | 140   |
| 184   | 10 a 14 | 140   |
| 208   | 5 a 9   | 100   |
| 100   | 0 a 4   | 92    |

## Economia
El 2007 la població en edat de treballar era de 2.899 persones, 2.164 eren actives i 735 eren inactives. De les 2.164 persones actives 2.015 estaven ocupades (1.084 homes i 931 dones) i 149 estaven aturades (79 homes i 70 dones). De les 735 persones inactives 231 estaven jubilades, 253 estaven estudiant i 251 estaven classificades com a «altres inactius».

### Ingressos
El 2009 a Verneuil-en-Halatte hi havia 1.634 unitats fiscals que integraven 4.419,5 persones, la mediana anual d'ingressos fiscals per persona era de 23.464 €.

### Activitats econòmiques
Dels 150 establiments que hi havia el 2007, 1 era d'una empresa extractiva, 3 d'empreses alimentàries, 6 d'empreses de fabricació d'altres productes industrials, 30 d'empreses de construcció, 30 d'empreses de comerç i reparació d'automòbils, 7 d'empreses de transport, 7 d'empreses d'hostatgeria i restauració, 3 d'empreses d'informació i comunicació, 4 d'empreses financeres, 6 d'empreses immobiliàries, 29 d'empreses de serveis, 15 d'entitats de l'administració pública i 9 d'empreses classificades com a «altres activitats de serveis».
Dels 38 establiments de servei als particulars que hi havia el 2009, 1 era una oficina de correu, 1 taller de reparació d'automòbils i de material agrícola, 3 paletes, 6 guixaires pintors, 2 fusteries, 6 lampisteries, 4 electricistes, 4 empreses de construcció, 4 perruqueries, 1 agència de treball temporal, 3 restaurants i 3 agències immobiliàries.
Dels 7 establiments comercials que hi havia el 2009, 2 eren fleques, 2 carnisseries, 1 una peixateria, 1 una botiga de roba i 1 una joieria.
L'any 2000 a Verneuil-en-Halatte hi havia 5 explotacions agrícoles.

## Equipaments sanitaris i escolars
Els 2 equipaments sanitaris que hi havia el 2009 eren farmàcies.
El 2009 hi havia 2 escoles maternals i 2 escoles elementals.

## Poblacions més properes
El següent diagrama mostra les poblacions més properes.